# Bakushō Jinsei 64: Mezase! Resort Ō
Bakushō Jinsei 64: Mezase! Resort Ō (爆笑人生64　めざせ!リゾート王) é um jogo eletrônico de tabuleiro desenvolvido e publicado pela Taito para Nintendo 64. Ele foi lançado exclusivamente no Japão em 1998.
Com uma jogabilidade similar a jogos de tabuleiro como Monopoly e Fortune Street, o objetivo em Bakushō Jinsei 64 é comprar terrenos e melhorar suas propriedades. O jogo apresenta dois modos; no modo Torneio, exclusivo para um jogador, o jogador deve disputar contra 15 personagens controlados por IA em um sistema onde todos além dos dois melhores são eliminados em cada rodada. No modo VS, que permite a participação de até quatro jogadores, é possível alterar as regras do jogo e mudar as condições de vitória.